# Dreieck Velbert-Nord
Dreieck Velbert-Nord  is een knooppunt in de Duitse deelstaat Hessen.
Op dit knooppunt sluit de A535 vanuit Wuppertal aan op de A44 Velbert-Essen.

## Geografie
Het knooppunt ligt in de stad Velbert in de Kreis Mettmann.
Nabijgelegen stadsdelen zijn Velbert-Mitte en Langenhorst.
Het knooppunt ligt ongeveer 25 km ten noordoosten van Düsseldorf, ongeveer 15 km ten zuiden van Essen en ongeveer 15 km ten noorden van Wuppertal.

## Configuratie
Rijstrook
Nabij het knooppunt hebben beide snelwegen 2x2 rijstroken.
De verbindingsweg van de A44-oost naar de A535 heeft twee rijstroken, alle andere verbindingswegen hebben één rijstrook.
Knooppunt
Het is een half-sterknooppunt.
Dubbel aansluiting
Op de A44 vormt het knooppunt een dubbele aansluiting met de afrit Velbert-Nord.

## Verkeersintensiteiten
Dagelijks passeren ongeveer 34.000 voertuigen het knooppunt. Hiermee behoort het tot de rustigste in Noordrijn-Westfalen.
| Van                                  | Naar                 | Gemiddeld aantal voertuigen per dag | Percentage vrachtverkeer |
| ------------------------------------ | -------------------- | ----------------------------------- | ------------------------ |
| AS Heiligenhaus-Hetterscheidt (A 44) | AD Velbert-Nord      | 17.400                              | 5,0 %                    |
| AD Velbert-Nord                      | AS Langenberg (A 44) | 22.200                              | 4,5 %                    |
| AD Velbert-Nord                      | AS Velbert (A 535)   | 28.300                              | 4,5 %                    |

## Richtingen knooppunt
| Aansluitende wegen                                                       | Aansluitende wegen | Aansluitende wegen | Aansluitende wegen | Aansluitende wegen           |
| ------------------------------------------------------------------------ | ------------------ | ------------------ | ------------------ | ---------------------------- |
|                                                                          |                    |                    |                    | richting Langenberg / Essen  |
|                                                                          |                    |                    |                    |                              |
|                                                                          |                    |                    |                    |                              |
|                                                                          |                    |                    |                    |                              |
| richting Essen-Werden / Velbert-Nord Heiligenhaus in aanbouw: Düsseldorf |                    |                    |                    | richting Velbert / Wuppertal |